# Alimento terapéutico

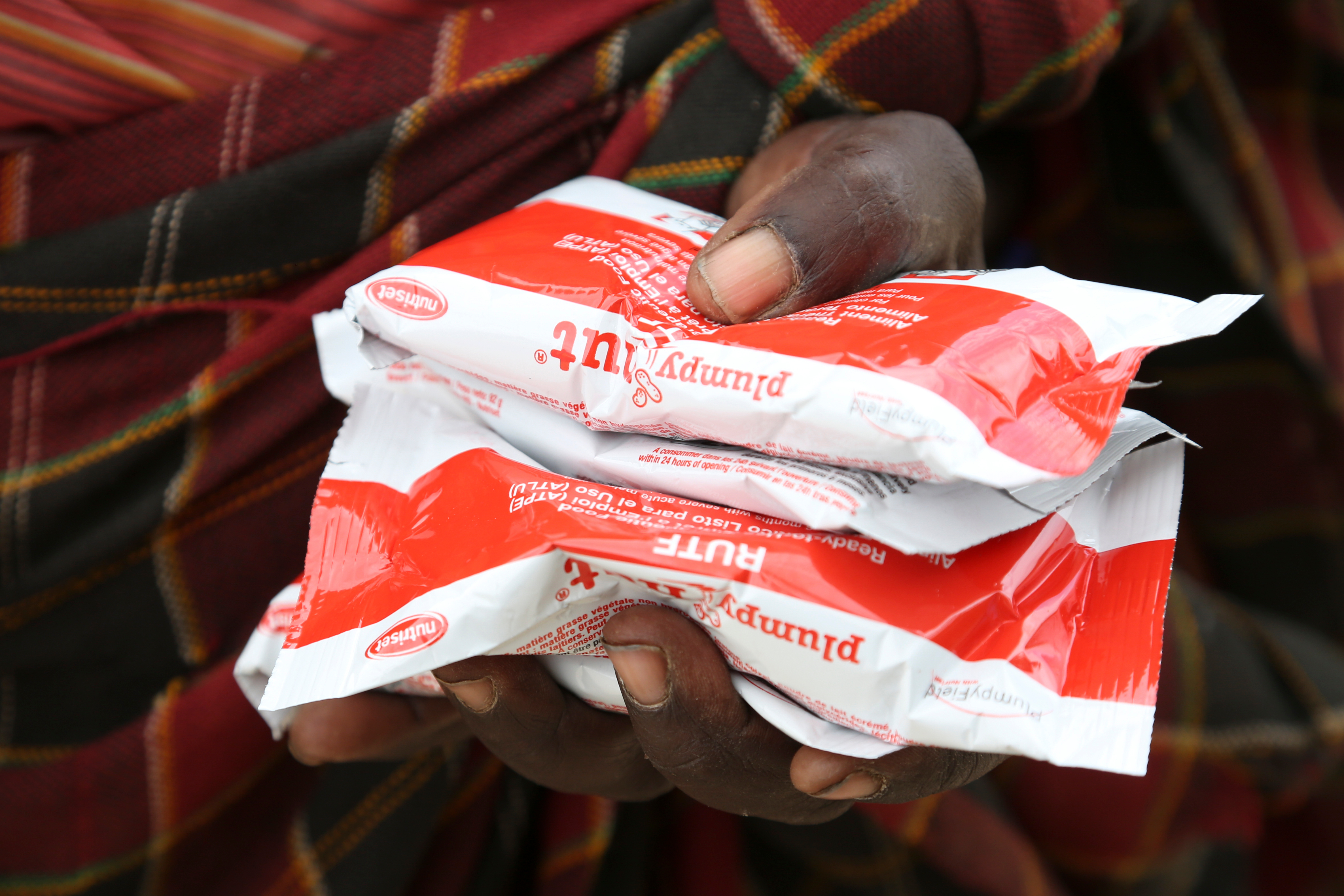
Paquetes de alimento terapéutico listo para usar.

Los alimentos terapéuticos son alimentos diseñados para fines terapéuticos específicos, generalmente nutricionales, como una forma de suplemento dietético. Los ejemplos principales de alimentos terapéuticos se utilizan para la alimentación de emergencia de niños desnutridos o para complementar las dietas de personas con necesidades nutricionales especiales, como los ancianos. Para productos nutricionales líquidos suministrados por sonda, ver Alimentos médicos. 

## Comida terapéutica lista para usar (RUTF)
| Composición nutricional      |                                |
| ---------------------------- | ------------------------------ |
| Contenido de humedad         | 2.5% máximo                    |
| Energía                      | 520-550 Kcal/100g              |
| Proteínas                    | 10 a 12% de energía total      |
| Lípidos                      | 45 a 60% de energía total      |
| Sodio                        | 290 mg/100 g máximo            |
| Potasio                      | 1100 a 1400 mg/100g            |
| Calcio                       | 300 a 600 mg/100g              |
| Fósforo (excluido el fitato) | 300 a 600 mg/100g              |
| Magnesio                     | 80 a 140 mg/100g               |
| Hierro                       | 10 a 14 mg/100g                |
| Zinc                         | 11 a 14 mg/100g                |
| Cobre                        | 1.4 a 1.8 mg/100g              |
| Selenio                      | 20 a 40 μg                     |
| Yodo                         | 70 a 140 μg/100g               |
| Vitamina A                   | 0.8 a 1.1 mg/100g              |
| Vitamina D                   | 15 a 20 μg/100g                |
| Vitamina E                   | 20 mg / 100g mínimo            |
| Vitamina K                   | 15 a 30 μg/100g                |
| Vitamina B1                  | 0,5 mg/100g mínimo             |
| Vitamina B2                  | 1.6 mg/100g mínimo             |
| Vitamina C                   | 50 mg/100g mínimo              |
| Vitamina B6                  | 0.6 mg/100g mínimo             |
| Vitamina B12                 | 1.6 μg/100g mínimo             |
| Ácido fólico                 | 200 μg/100g mínimo             |
| Niacina                      | 5 5 mg/100g mínimo             |
| Ácido pantoténico            | 3 mg/100g mínimo               |
| Biotina                      | 60 μg/100g mínimo              |
| ácidos grasos n-6            | 3% a 10% de la energía total   |
| ácidos grasos n-3            | 0.3 a 2.5% de la energía total |

### Composición
Los alimentos terapéuticos generalmente están hechos de una mezcla de proteínas, carbohidratos, lípidos, vitaminas y minerales. Los alimentos terapéuticos generalmente se producen moliendo todos los ingredientes y mezclándolos. El proceso de mezcla permite que los componentes de proteínas y carbohidratos de los alimentos se incrusten en la matriz lipídica. El tamaño de las partículas en la mezcla debe ser inferior a 200 μm para que la mezcla mantenga su consistencia. Con este método, el alimento terapéutico se produce y empaqueta sin usar agua, lo que eliminaría el problema del deterioro. Algunos alimentos terapéuticos requieren la adición de agua antes de la administración, mientras que otros se pueden consumir tal cual. Los alimentos terapéuticos están diseñados y fabricados para garantizar que estén listos para comer directamente del envase. Esos alimentos resisten la contaminación bacteriana y no requieren cocción. 
Un subconjunto de alimentos terapéuticos, alimentos terapéuticos listos para usar (RUTF, por sus siglas en inglés, ready-to-use therapeutic foods), son pastas ricas en energía y enriquecidas con micronutrientes que tienen un perfil nutricional similar a la dieta tradicional a base de leche F-100 utilizada en programas de alimentación terapéutica para pacientes hospitalizados y son a menudo hechos de maní, aceite, azúcar y leche en polvo.
Los RUTFs son una "mezcla homogénea de alimentos ricos en lípidos y solubles en agua". Los lípidos utilizados en la formulación de los RUTFs están en una forma líquida viscosa. Los otros ingredientes están en pequeñas partículas y se mezclan a través del lípido. Los demás componentes son proteínas, carbohidratos, vitaminas y minerales. La mezcla debe ser homogénea para que se consuma de manera efectiva. Para hacer esto, se necesita un proceso de mezcla específico. El componente de grasa/lípidos del RUTF se calienta y se agita primero. El calor debe mantenerse para que el lípido permanezca en la forma óptima para mezclar los otros ingredientes. La proteína en polvo, los carbohidratos y las vitaminas y minerales se agregan lenta y gradualmente al lípido, mientras el lípido se agita vigorosamente. Después de agregar todos los ingredientes y mantener una agitación vigorosa, la mezcla se agita con mayor velocidad y durante varios minutos. Si los ingredientes en polvo tienen un tamaño de partícula mayor de 200 μm, la mezcla comienza a separarse; el tamaño de partícula debe mantenerse a menos de 200 μm. 
Los RUTFs más comunes están compuestos por cuatro ingredientes: azúcar, leche desnatada en polvo, aceite y suplemento de vitaminas y minerales (CMV). Otras cualidades que los RUTFs deberían haber incluido son una textura suave o aplastable y un sabor aceptable y adecuado para niños pequeños. Los RUTFs deben estar listos para comer sin necesidad de cocinarlos. Una característica muy importante es que los RUTFs tienen una larga vida útil y que son resistentes a la contaminación por microorganismos, sin la necesidad de un empaque costoso. Dado que los ingredientes deben suspenderse en un líquido, el líquido utilizado en la producción de un RUTF debe ser grasa/lípido. El 50% de las proteínas que forman el RUTF deben provenir de productos lácteos. 
Las especificaciones de UNICEF para RUTF dicen que la premezcla de vitaminas y minerales debe obtenerse de uno de los siguientes proveedores autorizados por el Programa Mundial de Alimentos: DSM Nutrition/Fortitech, Nicholas Piramal Healthcare Ltd (ahora Grupo Piramal), Hexagon Nutrition, BASF (SternVitamin), y la instalación de premezcla GAIN.
Los RUTF son utilizados por el programa de desnutrición Kid Power de UNICEF, que utiliza a las celebridades para realizar "misiones globales" para ayudar a salvar áreas empobrecidas en África.

### Método dietético
El tratamiento estándar de la desnutrición infantil se administra en dos fases. La fase uno generalmente trata con niños que están gravemente desnutridos y muy enfermos como resultado. La terapia utilizada en esta fase es F-75, un alimento líquido a base de leche que contiene cantidades modestas de energía y proteínas (75 kcal/100 ml y 0,9 g de proteína/100 ml) y la administración de antibióticos parenterales. Cuando se observa una mejora en el apetito y la condición clínica del niño, el niño ingresa en la fase dos del tratamiento. Esta fase usa F-100. F-100 es un "alimento líquido a base de leche especialmente formulado, de alta energía y alto contenido de proteínas (100 kcal/100 ml, 2,9 g de proteínas/100 ml)". El niño está en la fase dos hasta que ya no se desperdicia [puntuación z de peso para la altura (WHZ) 2. La fase dos comienza mientras el niño está en el hospital, pero generalmente se completa después de que el niño se va a casa. El padre es responsable de alimentar al niño con un suplemento de harina hecho de cereales y legumbres como reemplazo de los alimentos a base de leche utilizados en las fases uno y dos. 
Los estándares de la Organización Mundial de la Salud para el tratamiento de la desnutrición en los niños especifican el uso de dos fórmulas durante el tratamiento inicial, F-75 y F-100. Estas fórmulas contienen una mezcla de leche en polvo, azúcar y otros ingredientes diseñados para proporcionar una mezcla de carbohidratos y micronutrientes esenciales de fácil absorción. Generalmente se proporcionan como mezclas en polvo que se reconstituyen con agua. La OMS recomienda el uso de estas fórmulas, con la introducción gradual de otros alimentos, hasta que el niño alcance un peso normal.

### Eficacia
Los alimentos terapéuticos listos para usar dentro del hogar  para el tratamiento de la desnutrición aguda grave en niños menores de cinco años pueden ser eficaces para mejorar el aumento de peso y la recuperación en comparación con los enfoques dietéticos alternativos. La efectividad de los alimentos terapéuticos listos para usar en posibles recaídas o en la mortalidad general no está clara. 
A partir de 2013, Plumpy'nut se había utilizado para aliviar la desnutrición en miles de niños africanos, obteniendo la aprobación como alimento terapéutico de la Organización Mundial de la Salud.

## Ejemplos
- K-Mix 2, un alimento de alta energía, desarrollado por UNICEF en la década de 1960
- Citadel spread, una pasta de maní, aceite, azúcar y leche en polvo en uso desde 1971
- Plumpy'nut, un RUTF sólido, fabricado en Francia desde 1996 para el tratamiento de la desnutrición aguda grave
- Medika Mamba, un alimento terapéutico enriquecido con mantequilla de maní producido y distribuido por Meds and Food for Kids en Haití desde 2003
- BP-100, una barra de trigo y avena enriquecida con nutrientes diseñada para proporcionar un perfil nutricional similar al F-100 por la Organización Mundial de la Salud
- Nutribun, un producto de pan fortificado desarrollado por la Agencia de los Estados Unidos para el Desarrollo Internacional y distribuido bajo el programa Food for Peace